# Eduardo Labougle Carranza
Eduardo Labougle Carranza (* 31. Oktober 1883 in Buenos Aires; † 21. März 1965 ebenda) war ein argentinischer Diplomat und Schriftsteller.

## Leben
Seine Eltern waren Luisa Carranza Marmol und Adolfo Labougle Lagraña (* 1858; † 1926). Seine Geschwister waren Raúl, Ricardo, Alfredo (31-07-1942 a 1-11-1943 Vicerrector der Universidad de Buenos Aires) und Alejandro Labougle Carranza. Er heiratete am 29. September 1919 María Susana Pearson. Ihre Kinder waren Graciela, María Magdalena und Delia Astrid Labougle Pearson. Eduardo Labougle Carranza studierte an der Universität Buenos Aires Rechtswissenschaft und Sozialwissenschaften. Er wurde zum Doktor der Rechtswissenschaften promoviert. Er trat 1905 in den auswärtigen Dienst. 1909 wurde er Stellvertreter des Direktors der Abteilung Afrika und Nordamerika im Auswärtigen Amt. 1911 war er Botschaftssekretär erster Klasse in Den Haag. 1913 war er Botschaftssekretär erster Klasse in Washington, D.C. Von 1914 bis September 1917 war er Botschaftssekretär erster Klasse in Berlin.
1924 stellte er in Buenos Aires sein Buch über José Antonio Miralla vor. 1927 war Labougle argentinischer Botschafter in Mexiko. Er übermittelte der Regierung von Marcelo Torcuato de Alvear eine Einladung von Plutarco Elías Calles zu Gesprächen über die Förderung des verstaatlichten mexikanischen Erdöls mit argentinischen Experten.
Am 9. Juli 1927 eröffnete er in Mexiko DF ein Schulzentrum und stellte Domingo Faustino Sarmineto, nach dem das Schulzentrum benannt wurde vor: Domingo Faustino Sarmineto, Discurso Pronunciado en la inauguracion del centro escolar que lleva el nombre del gran educador Argentino en Mexico D.F. Mit Dienstsitz in Berlin war er auch bei den Regierungen in Wien und Budapest akkreditiert.

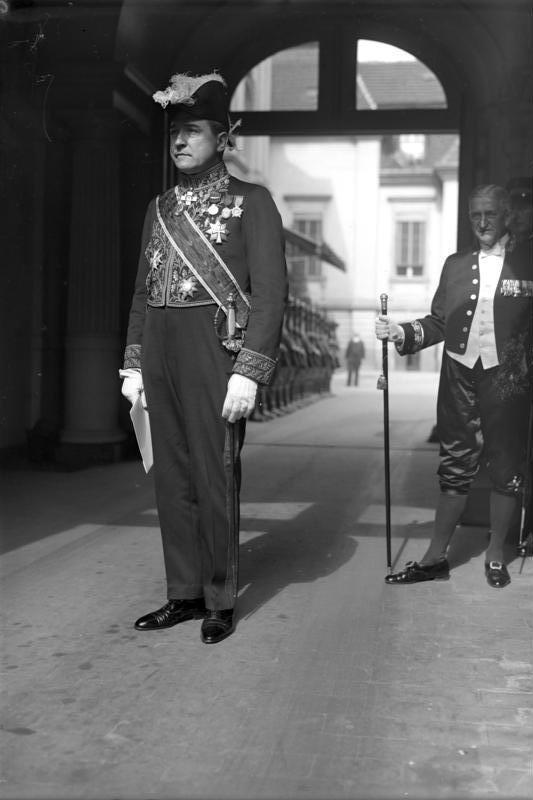
1932 überreichte Labougle Paul von Hindenburg sein Akkreditierungsschreiben.

Nach der Machtübergabe an die NSDAP sprach Labougle mehrmals mit Adolf Hitler.

## Argentinische Botschaft in Berlin
Durch den argentinisch-deutschen Vertrag über Freundschaft, Handel- und Schifffahrt vom September 1857 genossen argentinische Staatsbürger im Deutschen Reich die gleichen Rechte wie deutsche Staatsbürger. So waren argentinische Staatsbürger von den Repressionen der deutschen Obrigkeit gegen Juden ausgenommen. Botschaftssekretär war Luis Herman Irigoyen. Militärattaché war Bernardo Weinstein. Im Konsularbereich der Botschaft waren Jakob Laub und ihm folgend bis zum Kriegseintritt Argentiniens León Schapiera akkreditiert.
Am 29. März 1933 berichtete Labougle den argentinischen Außenminister Carlos Saavedra Lamas über die Boykottaufrufe der NSDAP gegen Juden.
Am 23. Juni 1938 informierte er den argentinischen Außenminister José María Cantilo über Anträge auf diplomatischen Schutz bei den argentinischen Konsulaten von aus dem Deutschen Reich ausgebürgerten Juden, die sich mit argentinischen Pässen auswiesen.
Am 12. Juli 1938 unterzeichnete der argentinische Außenminister José María Cantilo das 11. Rundschreiben des Jahres. Es wies die argentinischen Auslandsvertretungen weltweit an, allen Personen den Sichtvermerk zur Einreise nach Argentinien zu verweigern, von denen anzunehmen ist, dass sie ihr Herkunftsland verlassen haben oder verlassen wollen, weil sie als unerwünschte Personen angesehen werden oder des Landes verwiesen wurden, ganz unabhängig vom Grund ihrer Ausweisung.

## Inter-American Neutrality Committee
Am 3. Oktober 1939 vertrat Labougles, Luis A. Podestà Costa als Vertreter Argentiniens auf der Inter-American Neutrality Conference der OAS, Auf der Konferenz wurde ein Cordon sanitaire genannt „neutrality belt“ von 300 Meilen vor dem amerikanischen Kontinent definiert. und das Inter-American Neutrality Committee gebildet.
Das Komitee tagte am 15. Januar 1940 bis 31. Mai 1940 in Havanna.
Es wurden Arbeitsgruppen zu den Themen:
- Protection of the western Hemisphere
- the study of the measures necessary to curb the activities of foreign aliens
- the measures which might be undertaken by the American Republics in the reconstruction of the world order gebildet. Vom 15. bis 28. Januar 1942, nach dem Kriegseintritt der USA traf sich das Komitee in Rio de Janeiro und gründete das Inter-American Defense Board.

Labougle war Director der Protokollabteilung des Auswärtigen Amtes.

## Schriften
- José Antonio Miralla: poeta argentino: precursor de la independiencia de Cuba, Buenos Aires: Rosso y Cía., 1924.
- Alemania en la paz y en la guerra: su desarrollo económico, el problema alimenticio, medidas de emergencia. Buenos Aires: Agencia general de librería y publicaciones, 1924.
- Los utópicos de todos los tiempos, 1926.
- La Revolution Allemande de 1918., Universitaires de France Paris, Presses, 1928.
- Misión en Berlín. Buenos Aires: Editorial G. Kraft, 1946.